# Copa Libertadores (futsal)
A CONMEBOL Libertadores Futsal (angolul: South American Club Futsal Championship, portugálul: Campeonato Sul-Americano de Futebol de Salão) egy a CONMEBOL által kiírt nemzetközi futsaltorna.
1970-ben alapították és minden évben megrendezésre kerül.
A legeredményesebb csapat a Malwee/Jaraguá gárdája, hat győzelemmel.

## Eredmények

### 1970–1999
| Év   | Rendező              | Győztes             |
| ---- | -------------------- | ------------------- |
| 1970 | Asunción             | Palmeiras           |
| 1972 | Montevideo           | Palmeiras           |
| 1974 | Asunción             | Star's Club         |
| 1976 | Fortaleza            | Sumov               |
| 1980 | Artigas              | Sumov               |
| 1982 | Pedro Juan Caballero | San Alfonzo         |
| 1984 | Artigas              | Bradesco            |
| 1985 | Rio de Janeiro       | Bradesco            |
| 1986 | Rio de Janeiro       | Bradesco            |
| 1987 | Florida              | Perdigao            |
| 1988 | Blumenau             | Perdigao            |
| 1989 | Rosario              | Perdigao            |
| 1990 | Videira              | Perdigao            |
| 1991 | Santa Cruz           | Sport Colonial      |
| 1992 | Maua                 | Sport Colonial      |
| 1993 | Colonia              | Sport Colonial      |
| 1994 | Asunción             | Gral. Garay         |
| 1995 | Sucre                | Gral. Garay         |
| 1996 | Montevideo           | Nacional Montevideo |
| 1997 | Pedro Juan Caballero | Rubio Ñu            |
| 1998 | Santa Cruz           | Rubio Ñu            |
| 1999 | Pedro Juan Caballero | Rubio Ñu            |

### 2000–
| Év   | Rendező           | Győztes                    | Eredmény          | Döntős                           |
| ---- | ----------------- | -------------------------- | ----------------- | -------------------------------- |
| 2000 | Rio de Janeiro    | Internacional Porto Alegre | 6–5               | Vasco de Gama                    |
| 2001 | Carlos Barbosa    | Esporte Clube Banespa      | 6–5               | Carlos Barbosa                   |
| 2002 | Valera            | Carlos Barbosa             | 7–4 / 9–6         | Pumas del Ávila                  |
| 2003 | Carlos Barbosa    | Carlos Barbosa             | 8–2 / 5–1         | Nacional Montevideo              |
| 2004 | Lima              | Malwee/Jaraguá             | 13–8 / 5–1        | Deportivo Kansas                 |
| 2005 | Itauguá           | Malwee/Jaraguá             | 6–5 / 3–2         | Universidad Autonoma de Asunción |
| 2006 | Fusagasugá        | Malwee/Jaraguá             | 5–2 / 8–3         | Independiente Santafé            |
| 2007 | Jaraguá do Sul    | Malwee/Jaraguá             | 7–1 / 6–2         | Bello Jairuby                    |
| 2008 | Jaraguá do Sul    | Malwee/Jaraguá             | 11–4 / 10–2       | Deportivo Tachira                |
| 2009 | Misiones          | Malwee/Jaraguá             | 3–2               | Cortiana/UCS/AFF                 |
| 2010 | La Guaira         | Carlos Barbosa             | 8–0 / 8–1         | Club La Riviera Vargas SC        |
| 2011 | Encarnación       | Carlos Barbosa             | 3–1               | Atlético Paranaense              |
| 2012 | Nem rendezték meg | Nem rendezték meg          | Nem rendezték meg | Nem rendezték meg                |
| 2013 | Orlândia          | Intelli Orlandia           | 4–1 / 7–2         | Talento Dorado                   |
| 2014 | Erechim           | Atlântico Erechim          | 3–2               | Boca Juniors                     |
| 2015 | Itapetininga      | Brasil Kirin               | 5–1 / 4–2         | Real Bucaramanga                 |